# 葉狀史氏胎䲁
葉狀史氏胎䲁（學名：Smithichthys fucorum），為輻鰭魚綱䲁形目胎䲁科史氏胎䲁屬的一個種，其屬名是為了紀念南非魚類學家J.L.B.史密斯（J.L.B. Smith，1897-1968），而種名則表示屬於褐藻屬（Fucus），這與其棲息地、顏色和形態有關，分布於東南大西洋南非好望角到巴希河的海域，本魚體延長，體色呈綠色、棕色或黃色，有不明顯的斑點和條紋，胸鰭下有彩虹色的珍珠斑點，背鰭硬棘28-31枚、背鰭軟條4-6枚、臀鰭硬棘2枚、臀鰭軟條19-21枚，體長可達30公分，棲息在海草生長的潮間帶，雌魚產附著性卵，雄魚會守護卵，幼魚為浮游性，生活習性不明。